# Micrulia cinerea
Micrulia cinerea är en fjärilsart som beskrevs av W. Warren 1896. Micrulia cinerea ingår i släktet Micrulia och familjen mätare. Inga underarter finns listade i Catalogue of Life.